# Vladičin Han
Vladičin Han (izvirno srbsko Владичин Хан) je mesto v Srbiji, ki je središče istoimenske občine; slednja pa je del Pčinjskega upravnega okraja.

## Demografija
V naselju je ob popisu 2002 živelo 6524 polnoletnih prebivalcev, pri čemer je bila njihova povprečna starost 36,5 let (35,9 pri moških in 37,2 pri ženskah). Naselje je imelo 2643 gospodinjstev, pri čemer je bilo povprečno število članov na gospodinjstvo 3,15.
|  | 1262 | 1782 | 2395 | 3809 | 6207 | 7835 | 8338 | 8030 | 7343 |
|  | 1948 | 1953 | 1961 | 1971 | 1981 | 1991 | 2002 | 2011 | 2022 |

Glede na rezultate popisa iz leta 2002 je to naselje skoraj popolnoma srbsko, v času zadnjih treh popisov pa je opazen upad števila prebivalcev.
| Etnična sestava po popisu iz leta 2002 | Etnična sestava po popisu iz leta 2002 | Etnična sestava po popisu iz leta 2002 | Etnična sestava po popisu iz leta 2002 | Etnična sestava po popisu iz leta 2002 |
| -------------------------------------- | -------------------------------------- | -------------------------------------- | -------------------------------------- | -------------------------------------- |
| Srbi                                   | Srbi                                   |                                        | 7.821                                  | 93,79%                                 |
| Romi                                   | Romi                                   |                                        | 361                                    | 4,32%                                  |
| Bolgari                                | Bolgari                                |                                        | 26                                     | 0,31%                                  |
| Makedonci                              | Makedonci                              |                                        | 18                                     | 0,21%                                  |
| Črnogorci                              | Črnogorci                              |                                        | 6                                      | 0,07%                                  |
| Jugoslovani                            | Jugoslovani                            |                                        | 6                                      | 0,07%                                  |
| Hrvati                                 | Hrvati                                 |                                        | 4                                      | 0,04%                                  |
| Muslimani                              | Muslimani                              |                                        | 2                                      | 0,02%                                  |
| Ukrajinci                              | Ukrajinci                              |                                        | 1                                      | 0,01%                                  |
| Rusi                                   | Rusi                                   |                                        | 1                                      | 0,01%                                  |
| Nemci                                  | Nemci                                  |                                        | 1                                      | 0,01%                                  |
| Madžari                                | Madžari                                |                                        | 1                                      | 0,01%                                  |
| Gorani                                 | Gorani                                 |                                        | 1                                      | 0,01%                                  |
| Neznano                                | Neznano                                |                                        | 9                                      | 0,10%                                  |